# Pierpoljak

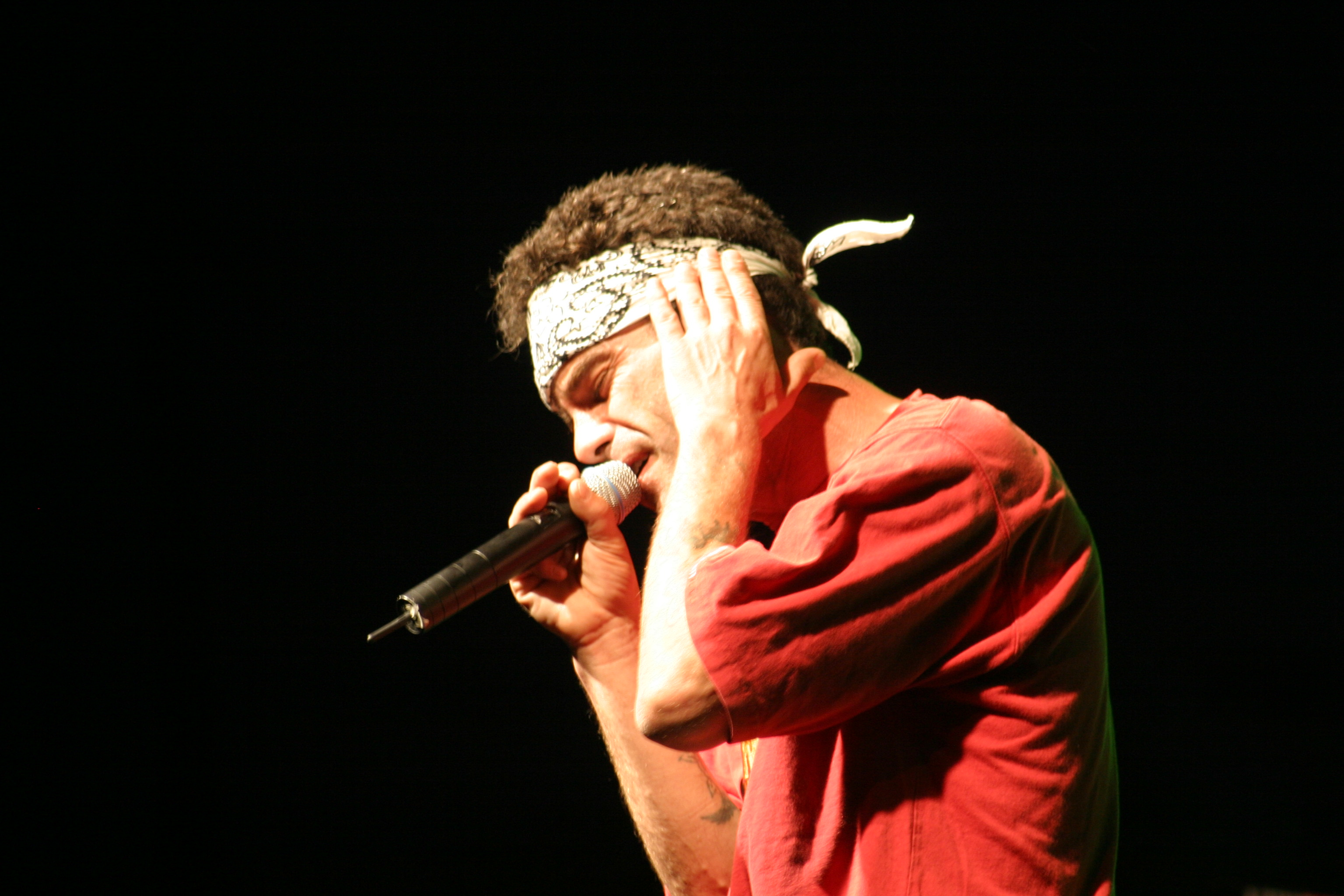
Pierpoljak (2006)

Pierpoljak (* 7. September 1964 in Paris als Pierre-Mathieu Vilmet) ist ein französischer Reggae-Sänger.

## Biographie
Vilmet wuchs in der Pariser Banlieue auf, zunächst im Departement Essonne, später in Colombes in Hauts-de-Seine. In den 80er Jahren war er Schlagzeuger in einer Punk-Band namens Samu 92. Später lebte er in einem besetzten Haus in London, wo er den Reggae kennenlernte.

## Musikalische Karriere
1989 und 1990 war er erstmals mit eigenen Stücken auf verschiedenen Samplern vertreten. Sein erstes, selbstbetiteltes Album wurde 1995 von Barclay Records veröffentlicht. 1996 erschien das Album En Jamaica, welches wie auch das folgende in Jamaika in den Tuff Gong – Studios in Zusammenarbeit mit dem Produzenten Clive Hunt entstand. Das 1998 veröffentlichte Kingston Karma verkaufte sich in Frankreich mit über 300.000 Exemplaren für ein Reggae-Album sehr gut und wurde mit einer Platin-Schallplatte ausgezeichnet. Großen Erfolg hatten auch die ausgekoppelten Singles Je sais pas jouer und Pierpoljak, die mit Gold ausgezeichnet wurden. 2000 wurde sein viertes Soloalbum Je fais c'que j'veux veröffentlicht und erreichte Gold-Status in Frankreich.

## Diskografie

### Alben
| Jahr | Titel                 | Höchstplatzierung, Gesamtwochen, AuszeichnungChartplatzierungen (Jahr, Titel, Platzierungen, Wochen, Auszeichnungen, Anmerkungen) | Höchstplatzierung, Gesamtwochen, AuszeichnungChartplatzierungen (Jahr, Titel, Platzierungen, Wochen, Auszeichnungen, Anmerkungen) | Anmerkungen |
| Jahr | Titel                 | FR | BEW | Anmerkungen |
| ---- | --------------------- | --- | --- | ----------- |
| 1998 | Kingston Karma        | FR5 Platin · (65 Wo.)FR | — |             |
| 2000 | Tracks & Dubplates    | FR35 (4 Wo.)FR | — |             |
| 2000 | Je fais c’que j’veux  | FR28 Gold · (41 Wo.)FR | BEW43 (2 Wo.)BEW |             |
| 2003 | Stim Turban           | FR25 (9 Wo.)FR | — |             |
| 2006 | Je blesserai personne | FR37 (9 Wo.)FR | — |             |
| 2010 | Légendaire sérénade   | FR73 (4 Wo.)FR | — |             |
| 2015 | Général Indigo        | FR80 (2 Wo.)FR | — |             |
| 2017 | Chapeau de paille     | FR122 (1 Wo.)FR | — |             |
| 2020 | La roue tourne igo    | FR81 (1 Wo.)FR | — |             |

Weitere Alben
- Pierpoljak, 1995
- Jamaican Ride, 1996
- Plus de cœur égal soleil, 2000
- Cheper, 2006 – Mixtape, nur auf Konzerten verkauft
- The Best of Pierpoljak, 2011

### Singles
| Jahr | Titel Album                     | Höchstplatzierung, Gesamtwochen, AuszeichnungChartplatzierungen (Jahr, Titel, Album, Platzierungen, Wochen, Auszeichnungen, Anmerkungen) | Höchstplatzierung, Gesamtwochen, AuszeichnungChartplatzierungen (Jahr, Titel, Album, Platzierungen, Wochen, Auszeichnungen, Anmerkungen) | Anmerkungen |
| Jahr | Titel Album                     | FR | BEW | Anmerkungen |
| ---- | ------------------------------- | --- | --- | ----------- |
| 1999 | Pierpoljak                      | FR9 Gold · (18 Wo.)FR | — |             |
| 1999 | Je sais pas jouer Pierpoljak    | FR21 Gold · (22 Wo.)FR | — |             |
| 1999 | À l’intérieur Pierpoljak        | FR79 (4 Wo.)FR | — |             |
| 2000 | La music Pierpoljak             | FR53 (11 Wo.)FR | — |             |
| 2000 | Dépareillé Je fais c’que j’veux | FR53 (14 Wo.)FR | — |             |
| 2001 | Maman Je fais c’que j’veux      | FR35 (10 Wo.)FR | — |             |

Weitere Singles
- 10 millions de glandeurs, 1996
- La music, 1996
- Le mec bien, 1997
- Kingston Karma, 1998
- Opération coups de poings, 1999
- Farandole, 2000
- Un monde fabuleux, 2003
- Allez les filles, 2003
- Situation difficile, 2003
- Je blaisserai personne, 2006
- Scandal Bag, 2006
- Sisi, 2007
- J’me comprends tout seul, 2010
- Une épée suspendue, 2015